# Colonia Cano
Colonia Cano es una localidad argentina del Departamento Laishí, en la Provincia de Formosa. Ubicada en pleno Litoral, Puerto Cano se halla sobre la margen derecha del Río Paraguay, frente a la localidad paraguaya de Pilar, muy cerca de la confluencia de los ríos Bermejo y Paraguay, en la frontera entre Argentina y Paraguay. Se encuentra a 40 km de la localidad de General Lucio V. Mansilla y a 110km de la Ciudad de Formosa. Es la localidad más al sur de la Provincia.
El Puerto está abierto de 7 a las 11:30 y de 13:30 a 17:30. Fuera de ese horario no se puede ingresar/egresar del país. A la vera del Río Paraguay se encuentra un destacamento de Prefectura Naval y el Resguardo de la Aduana llamado Ignacio Hamilton Fotheringhan en honor al General Argentino de origen Inglés.
Es posible trasladarse a la Ciudad de Pilar, Paraguay mediante lanchas que salen temprano a la mañana y después del mediodía. Además se dispone de una balsa que transporta automóviles. la frecuencia es de dos viajes a la mañana y dos a la tarde menos los domingo que tiene un solo viaje.